# .срб
.срб (punycode: .xn--90a3ac, Србија) — национальный кириллический домен верхнего уровня для Сербии. Второй домен в Интернете на кириллице (первый .рф).
В ноябре 2010 года ICANN одобрила заявку Сербского национального регистратора доменных имен (RNIDS) на создание домена .срб. Домен был введён в эксплуатацию 3 мая 2011 года. Процесс регистрации доменных имен планировалось запустить в конце 2011 года, однако он был отложен из-за технических вопросов и стартовал только 27 января 2012 года. Первым доменом, зарегистрированным в этой зоне, стал домен «рнидс.срб», принадлежащий Сербскому национальному регистратору.
Домен «.срб» визуально похож на латинское цифро-буквенное сочетание «.cp6», которое не зарегистрировано как домен верхнего уровня. Домен .бг не был создан в связи с тем, что визуально он похож на бразильский домен .br. При создании домена .срб таких проблем не возникло, так как по правилам создания интернационализированного доменного имени хотя бы одна буква в названии домена не должна походить на букву латинского алфавита, а «6» — это цифра, которая не используется ни в одном домене верхнего уровня.
Так как в кириллице нет символа «W», префикс «www» может заменяться префиксом «њњњ». Например, на сайт «Радио и телевидения Сербии» можно попасть по адресу http://њњњ.ртс.срб/. Выбор буквы «Њ» обусловлен тем, что в сербской раскладке клавиатуры эта буква находится на одной кнопке с буквой «W» в QWERTY-раскладке.

## Поддомены
Структура поддоменов зоны .срб аналогична структуре зоны .rs.
Список поддоменов зоны .срб:
| .СРБ домен | .RS домен | Описание             |
| ---------- | --------- | -------------------- |
| .пр.срб    | .co.rs    | Предприятия, бизнес  |
| .орг.срб   | .org.rs   | Организации          |
| .обр.срб   | .edu.rs   | Образование          |
| .од.срб    | .in.rs    | Персональные сайты   |
| .ак.срб    | .ac.rs    | Университетская сеть |
| .упр.срб   | .gov.rs   | Органы управления    |